# Bariloche (departement)
Bariloche is een departement in de Argentijnse provincie Río Negro. Het departement (Spaans:  departamento) heeft een oppervlakte van 5.415 km² en telt 109.826 inwoners.

## Plaatsen in departement Bariloche
- Barrio El Pilar
- Colonia Suiza
- Cuesta del Ternero
- El Bolsón
- El Foyel
- El Manso
- El Rincón
- Los Repollos
- Mallín Ahogado
- Puerto Blest
- Puerto Frías
- Rio Foyel
- Río Villegas
- San Carlos de Bariloche (Bariloche)
- Villa Campanario
- Villa Cerro Catedral
- Villa Llao Llao
- Villa Los Coihues
- Villa Mascardi